# Olga Bielkova
Olga Bielkova (tiếng Ukraina: Ольга Валентинівна Бєлькова; sinh ngày 16 tháng 6 năm 1975) là cựu Thành viên Quốc hội Ukraina (Verkhovna Rada) từ năm 2012 đến tháng 6 năm 2020.
Bielkova cũng từng là Thành viên Thường trực của Phái đoàn Ukraina tại Hội đồng Nghị viện của OSCE và NATO và là Thành viên của Ban Quốc tế EITI (Sáng kiến Minh bạch Công nghiệp Khai thác), đồng thời là Thành viên Hội đồng Mạng lưới Nghị viện thuộc Ngân hàng Thế giới &amp; Quỹ tiền tệ Quốc tế.

## Giáo dục
Bielkova có bằng thạc sĩ Quản lý công của Trường Chính phủ Harvard Kennedy (2011), bằng luật của Đại học Quốc gia Taras Shevchenko ở Kyiv (2001) và bằng kinh tế của Đại học Kỹ thuật Bang Cherkassy (1997).

## Sự nghiệp
Trước cuộc bầu cử vào năm 2012, Bielkova là đối tác quản lý của Công ty EastLabs. Công việc chính của cô ở EastLabs là tìm kiếm các nhóm mới để tài trợ và tạo ra các chương trình phát triển mới cho các nhóm. Trước đây, cô từng là Giám đốc Dự án Quốc tế với đội ngũ quản lý điều hành cho Quỹ Victor Pinchuk. Bielkova đã lãnh đạo các dự án nhằm hội nhập Ukraina vào cộng đồng toàn cầu, giám sát hoạt động tài trợ quốc tế và hợp tác chặt chẽ với các tổ chức quốc tế nổi tiếng. Bielkova quản lý một dự án tư nhân có tên WorldWideStudies, cấp học bổng thạc sĩ tại các trường đại học hàng đầu bên ngoài Ukraina cho các sinh viên trẻ tài năng của Ukraina.
Vào ngày 12 tháng 11 năm 2012, Bielkova tuyên thệ là thành viên của Quốc hội Ukraine và bắt đầu làm việc với một nhóm Nghị viện của Liên minh Dân chủ Ukraina vì Cải cách của Vitali Klitschko.
Giai đoạn 2012-2014, Olga là thành viên của Ủy ban Tài chính và Ngân hàng Verkhovna Rada của Ukraina, Chủ tịch Tiểu ban về hoạt động của hệ thống thanh toán và thương mại điện tử, thành viên của Ủy ban Kiểm soát Đặc biệt về Tư nhân hóa.
Trong cuộc bầu cử quốc hội Ukraina năm 2014, Bielkova một lần nữa được bầu lại vào quốc hội; lần này xếp thứ 47 trong danh sách bầu cử của Khối Petro Poroshenko và giữ chức Phó Trưởng ban Verkhovna Rada về Tổ hợp Nhiên liệu và Năng lượng, Chính sách Hạt nhân và An toàn Hạt nhân.
Bielkova tham gia cuộc bầu cử quốc hội Ukraina vào tháng 7 năm 2019 cho đảng "Tổ quốc". Cô được bầu vào quốc hội (đứng thứ 17 trong danh sách bầu cử của đảng). Vào ngày 18 tháng 6 năm 2020, cô từ nhiệm vị trí đại biểu quốc hội.